# سیریل هوجز
سیریل هوجز (انگلیسی: Cyril Hodges; ۱۸ سپتامبر ۱۹۱۹ – سپتامبر ۱۹۷۹ (۵۹−۶۰ سال) بازیکن فوتبال اهل بریتانیا بود.
از باشگاه‌هایی که در آن بازی کرده‌است می‌توان به باشگاه فوتبال آرسنال و باشگاه فوتبال برایتون اند هوو آلبیون اشاره کرد.